# خليل رامز سركيس
خليل رامز سركيس (1921 - 27 أغسطس 2017) هو علم من أعلام الحركة الثقافية اللبنانية، وصحافي لامع أغنى المكتبة الثقافية بعطاءات أدبية مهمة. ولد خليل رامز سركيس في بيروت عام 1921، درس في جامعة القديس يوسف والجامعة الأميركية في بيروت. جدّ أبيه لوالدته المعلم الكبير بطرس البستاني وجدّه خليل خطار سركيس انشأ جريدة لسان الحال البيروتية في العام 1877، وأنشأ المطبعة الأدبية، أما والده رامز خليل سركيس الذي ورث عن أبيه «لسان الحال» من 1919 إلى 1941، فانتخب نائباً عن بيروت، وعيّن وزيراً للتربية الوطنية.
من 1942 حتى 1959 تولى خليل رامز سركيس رئاسة تحرير جريدة «لسان الحال» وهو المستشار الأدبي «للندوة اللبنانية». تزوج عام 1959 من جوان وديع واكد ولهما ولدان. بعض مؤلفاته ترجم إلى لغات عديدة منها الفرنسية والإنكليزية، والإسبانية والبرتغالية والإيطالية. يعتبر خليل رامز سركيس أن حياة الأديب في مؤلفاته، أكثر مما هي في سيرته وأخباره. مؤلفاته: «صوت الغائب»، «من لا شيء»، «أيام السماء» «وصية في كتاب»، «أرضنا الجديدة»، «مصير» و«جعيتا».
توفي خليل رامز سركيس يوم الأحد الموافق 27 أغسطس 2017.